# Eris (păianjen)
Eris este un gen de păianjeni din familia Salticidae.

## Etimologie
Numele genmului provine de la Eris, un zeu din mitologia greacă (corespunde cu Discordia din mitologia romană).

## Sistematică

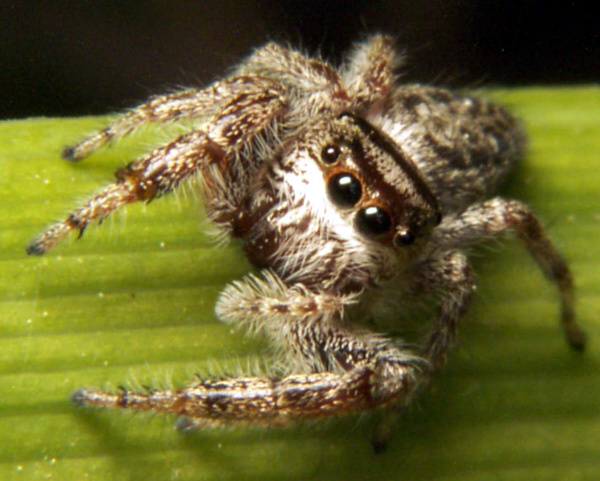
Eris flava

- Eris bulbosa (Karsch, 1880) — Mexic
- Eris flava (Peckham & Peckham, 1888) — SUA, America Centrală
- Eris floridana (Banks, 1904) — SUA
- Eris illustris C. L. Koch, 1846 — Puerto Rico
- Eris limbata — USA
- Eris militaris (Hentz, 1845) — America de Nord
- Eris perpacta (Chickering, 1946) — Panama
- Eris perpolita (Chickering, 1946) — Panama
- Eris riedeli (Schmidt, 1971) — din Ecuador până în Columbia
- Eris rufa (C. L. Koch, 1846) — SUA
- Eris tricolor (C. L. Koch, 1846) — Mexic
- Eris trimaculata (Banks, 1898) — Mexic
- Eris valida (Chickering, 1946) — Panama